# Sinard
Sinard est une petite commune française située dans le département de l'Isère, en région Auvergne-Rhône-Alpes
La commune est adhérente à la communauté de communes du Trièves et ses habitants sont dénommés les Sinardoux.

## Géographie

### Situation et description
Sinard, village de moyenne montagne, est située en France, à 30 km au sud de l'agglomération Grenobloise, dont les villes les plus proches sont Échirolles et Le Pont-de-Claix, qui se trouvent respectivement à 22 et 20 km au nord à vol d'oiseau. 
Sinard jouit d'un remarquable panorama sur le lac et sur le plateau du Trièves.

### Géologie

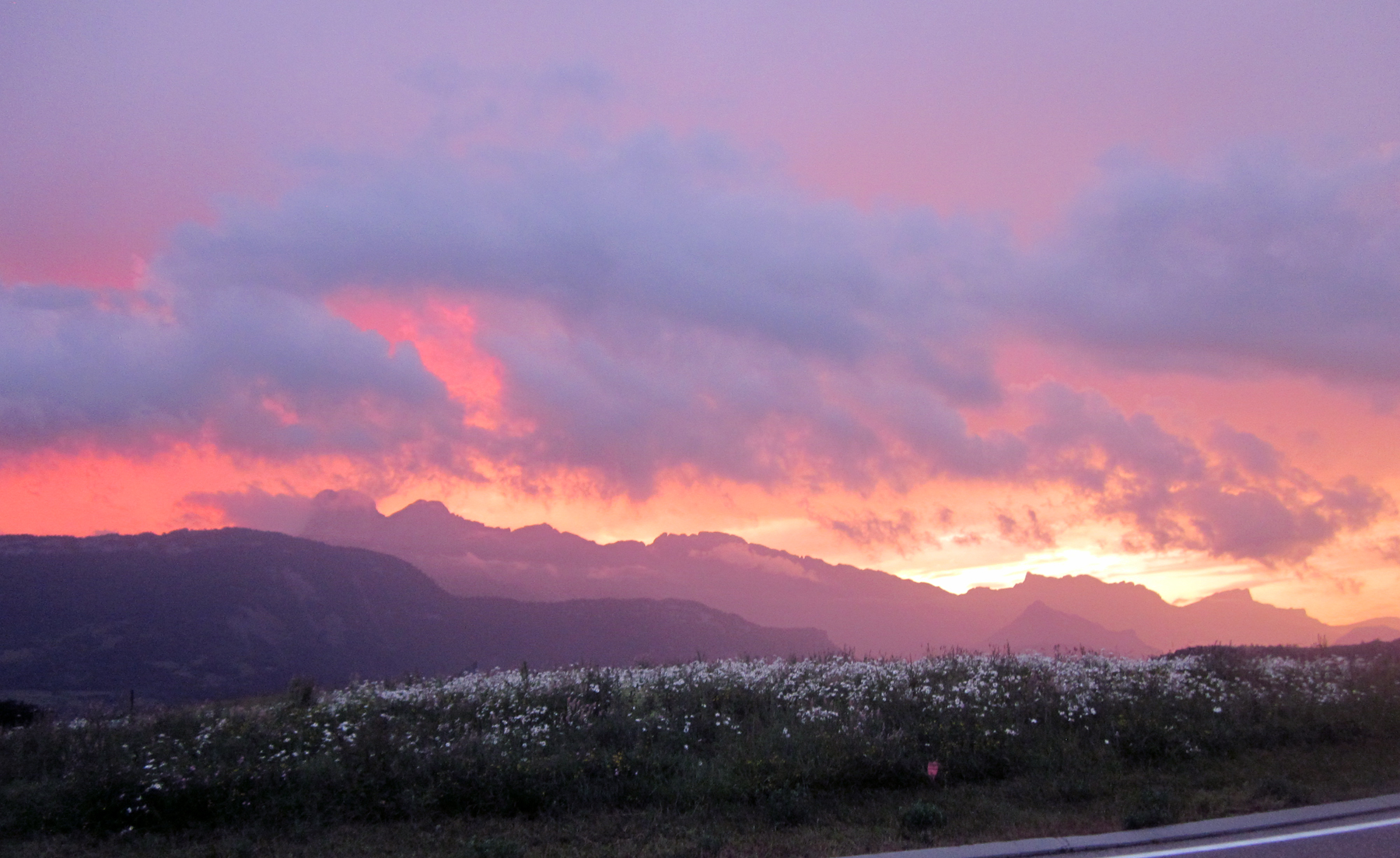
Coucher de soleil autour de Sinard en 2015.

### Communes limitrophes
| Miribel-Lanchâtre        | Saint-Martin-de-la-Cluze | Avignonet |
| Saint-Paul-lès-Monestier | Sinard                   |           |
| Monestier-de-Clermont    | Treffort                 | Marcieu   |

### Climat
Pour des articles plus généraux, voir Climat d'Auvergne-Rhône-Alpes et Climat de l'Isère.
En 2010, le climat de la commune est de type climat des marges montargnardes, selon une étude du Centre national de la recherche scientifique s'appuyant sur une série de données couvrant la période 1971-2000. En 2020, Météo-France publie une typologie des climats de la France métropolitaine dans laquelle la commune est exposée à un climat de montagne ou de marges de montagne et est dans une zone de transition entre les régions climatiques « Alpes du nord » et « Alpes du sud ». 
Pour la période 1971-2000, la température annuelle moyenne est de 9,3 °C, avec une amplitude thermique annuelle de 17,3 °C. Le cumul annuel moyen de précipitations est de 1 078 mm, avec 9,8 jours de précipitations en janvier et 6,2 jours en juillet. Pour la période 1991-2020, la température moyenne annuelle observée sur la station météorologique de Météo-France la plus proche, « Monestier », sur la commune de Monestier-de-Clermont à 3 km à vol d'oiseau, est de 9,9 °C et le cumul annuel moyen de précipitations est de 1 062,6 mm,. Pour l'avenir, les paramètres climatiques de la commune estimés pour 2050 selon différents scénarios d'émission de gaz à effet de serre sont consultables sur un site dédié publié par Météo-France en novembre 2022.

### Hydrographie
Le territoire communal est bordé à l'est par le lac de Monteynard. Sinard est, à ce titre, une des communes adhérente du SIVOM du Lac de Monteynard - Avignonet, chargé du développement touristique de la zone, et qui regroupe un total de dix communes.

### Voies de communication
Sinard  est desservie par l'autoroute A51 (sortie 13 à 1 km) et la RD 1075 qui relie Grenoble à Sisteron. Depuis 2007, le tunnel de Sinard permet la traversée de la commune par cette autoroute.

## Urbanisme

### Typologie
Au 1er janvier 2024, Sinard est catégorisée commune rurale à habitat dispersé, selon la nouvelle grille communale de densité à sept niveaux définie par l'Insee en 2022.
Elle est située hors unité urbaine. Par ailleurs la commune fait partie de l'aire d'attraction de Grenoble, dont elle est une commune de la couronne,. Cette aire, qui regroupe 204 communes, est catégorisée dans les aires de 700 000 habitants ou plus (hors Paris),.

### Occupation des sols
L'occupation des sols de la commune, telle qu'elle ressort de la base de données européenne d’occupation biophysique des sols Corine Land Cover (CLC), est marquée par l'importance des territoires agricoles (48,4 % en 2018), en diminution par rapport à 1990 (49,2 %). La répartition détaillée en 2018 est la suivante : 
forêts (39,3 %), prairies (22,9 %), zones agricoles hétérogènes (14,4 %), terres arables (11,2 %), milieux à végétation arbustive et/ou herbacée (5,1 %), eaux continentales (3,8 %), zones urbanisées (3,4 %). L'évolution de l’occupation des sols de la commune et de ses infrastructures peut être observée sur les différentes représentations cartographiques du territoire : la carte de Cassini (XVIIIe siècle), la carte d'état-major (1820-1866) et les cartes ou photos aériennes de l'IGN pour la période actuelle (1950 à aujourd'hui).

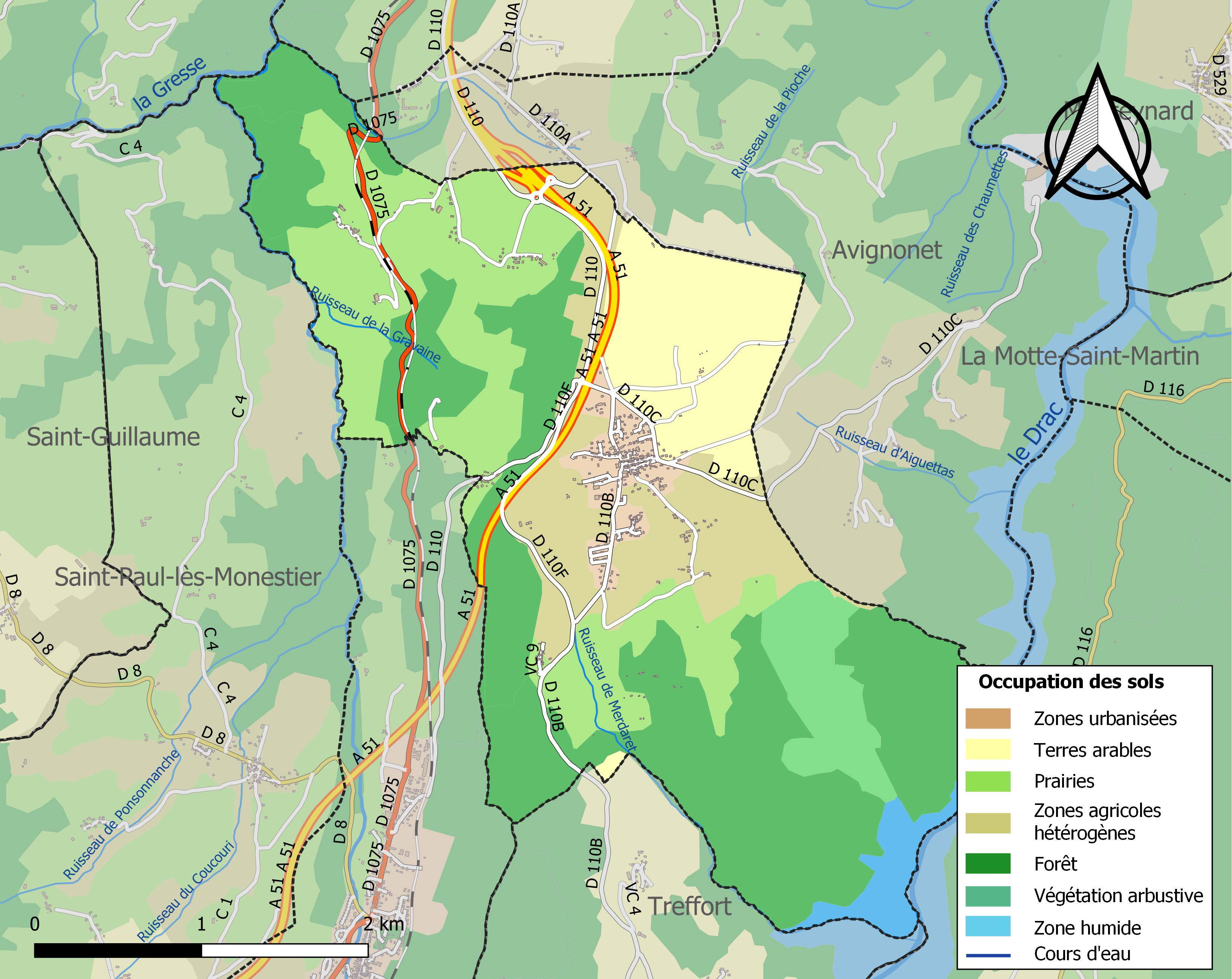
Carte des infrastructures et de l'occupation des sols de la commune en 2018 (CLC).

### Risques naturels et technologiques

#### Risques sismiques
La totalité du territoire de la commune de Sinard est situé en zone de sismicité n°3 dite « modérée, » (sur une échelle de 1 à 5) comme la plupart des communes de son secteur géographique. Elle se situe cependant au sud de la limite d'une zone sismique classifiée de « moyenne ».
| Type de zone | Niveau            | Définitions (bâtiment à risque normal) |
| ------------ | ----------------- | -------------------------------------- |
| Zone 3       | Sismicité modérée | accélération = 1,1 m/s2                |

Selon une édition du journal le Matin de l'époque, le 5 mai 1931, un séisme de moyenne ampleur a été ressenti par la population de Monestier-de-Clermont et de sa région
« Ce matin, vers 4 heures 45, la population de Monestier-de-Clermont a perçu une secousse assez forte qui s'est prolongée pendant une minute. On ne signale pas d'accident de personne. »

## Histoire

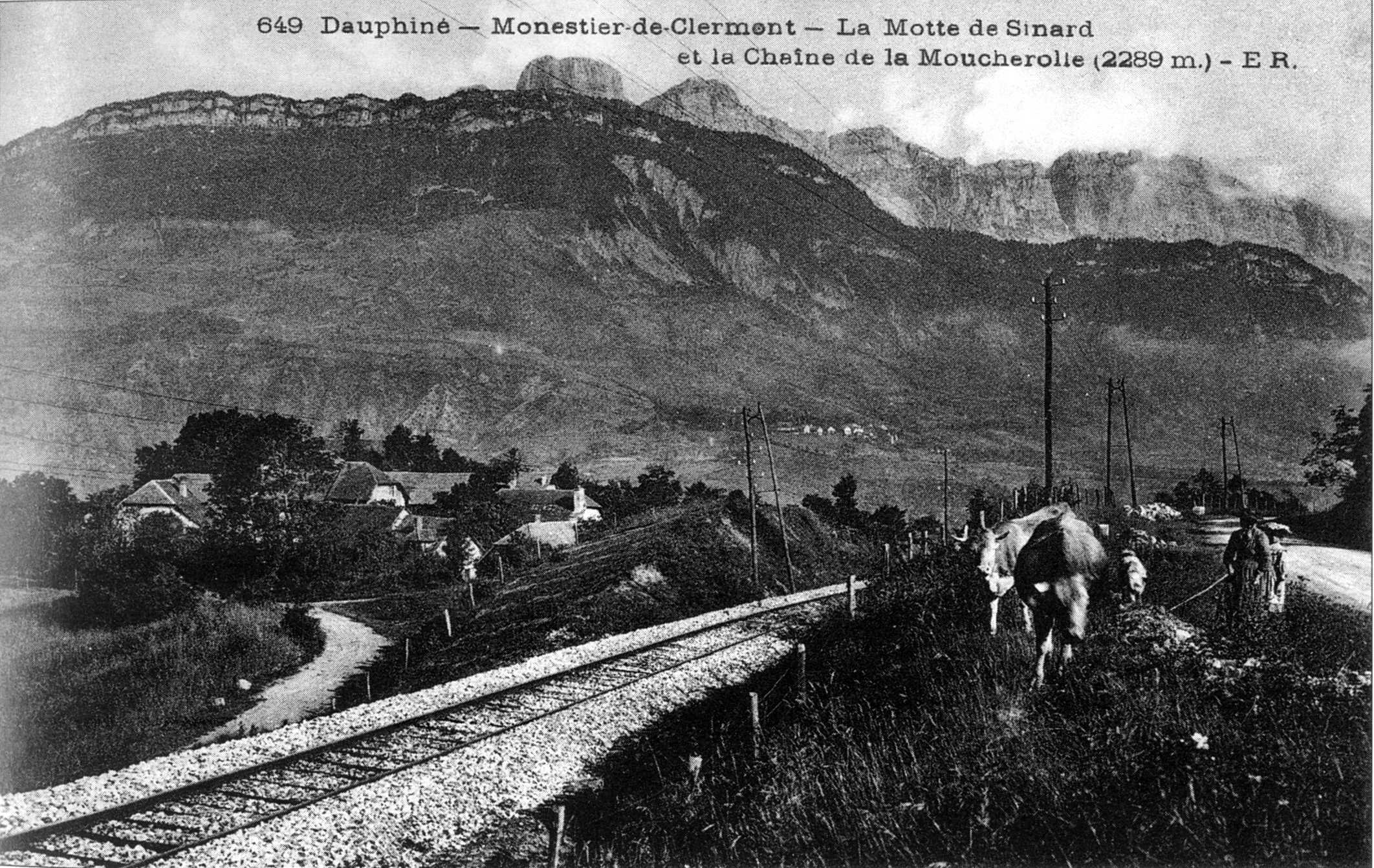
Monestier-de-Clermont, La Motte de Sinard et la Chaîne du Moucherotte (2289 m) au début du XXe siècle.

## Politique et administration

### Liste des maires
| Période                                  | Période  | Identité               | Étiquette | Qualité |
| ---------------------------------------- | -------- | ---------------------- | --------- | ------- |
| 2001                                     | 2008     | Josette Roveda         |           |         |
| 2008                                     | 2015     | Gérard Martin-Dhermont |           |         |
| 2015                                     | En cours | Christian Roux         | SE        | Cadre   |
| Les données manquantes sont à compléter. |          |                        |           |         |

## Population et société

### Démographie
L'évolution du nombre d'habitants est connue à travers les recensements de la population effectués dans la commune depuis 1793. Pour les communes de moins de 10 000 habitants, une enquête de recensement portant sur toute la population est réalisée tous les cinq ans, les populations de référence des années intermédiaires étant quant à elles estimées par interpolation ou extrapolation. Pour la commune, le premier recensement exhaustif entrant dans le cadre du nouveau dispositif a été réalisé en 2007.

En 2022, la commune comptait 719 habitants, en évolution de +6,2 % par rapport à 2016 (Isère : +3,07 %, France hors Mayotte : +2,11 %).
| 1793 | 1800 | 1806 | 1821 | 1831 | 1836 | 1841 | 1846 | 1851 |
| ---- | ---- | ---- | ---- | ---- | ---- | ---- | ---- | ---- |
| 393  | 409  | 442  | 425  | 492  | 536  | 507  | 545  | 541  |

| 1856 | 1861 | 1866 | 1872 | 1876 | 1881 | 1886 | 1891 | 1896 |
| ---- | ---- | ---- | ---- | ---- | ---- | ---- | ---- | ---- |
| 520  | 490  | 478  | 426  | 477  | 469  | 446  | 413  | 365  |

| 1901 | 1906 | 1911 | 1921 | 1926 | 1931 | 1936 | 1946 | 1954 |
| ---- | ---- | ---- | ---- | ---- | ---- | ---- | ---- | ---- |
| 335  | 331  | 306  | 265  | 255  | 232  | 212  | 226  | 249  |

| 1962 | 1968 | 1975 | 1982 | 1990 | 1999 | 2006 | 2007 | 2012 |
| ---- | ---- | ---- | ---- | ---- | ---- | ---- | ---- | ---- |
| 403  | 294  | 256  | 281  | 494  | 579  | 633  | 641  | 647  |

| 2017 | 2022 | - | - | - | - | - | - | - |
| ---- | ---- | - | - | - | - | - | - | - |
| 692  | 719  | - | - | - | - | - | - | - |

### Enseignement
La commune est rattachée à l'académie de Grenoble.

### Médias
La commune est située sur l'aire de diffusion de radio Ici Isère, une radio publique qui émet sur tout le territoire du département de l'Isère.

### Culte
L'église (propriété de la commune) et la communauté catholique de Sinard dépendent de la paroisse Notre-Dame d'Esparron (Relais du Lac), elle-même rattachée au diocèse de Grenoble-Vienne.

## Économie
Sinard, tout comme le village voisin Saint-Martin-de-la-Cluze, a connu ces dernières années une forte progression démographique, s'expliquant par la proximité de Grenoble et par le développement des moyens de communication (mise en service de l'autoroute). Le lac de Monteynard avec son paysage et les nombreuses activités nautiques qui y sont pratiquées (baignade, planche à voile, voile, ...) renforce l'attrait pour la localité.

## Culture et patrimoine

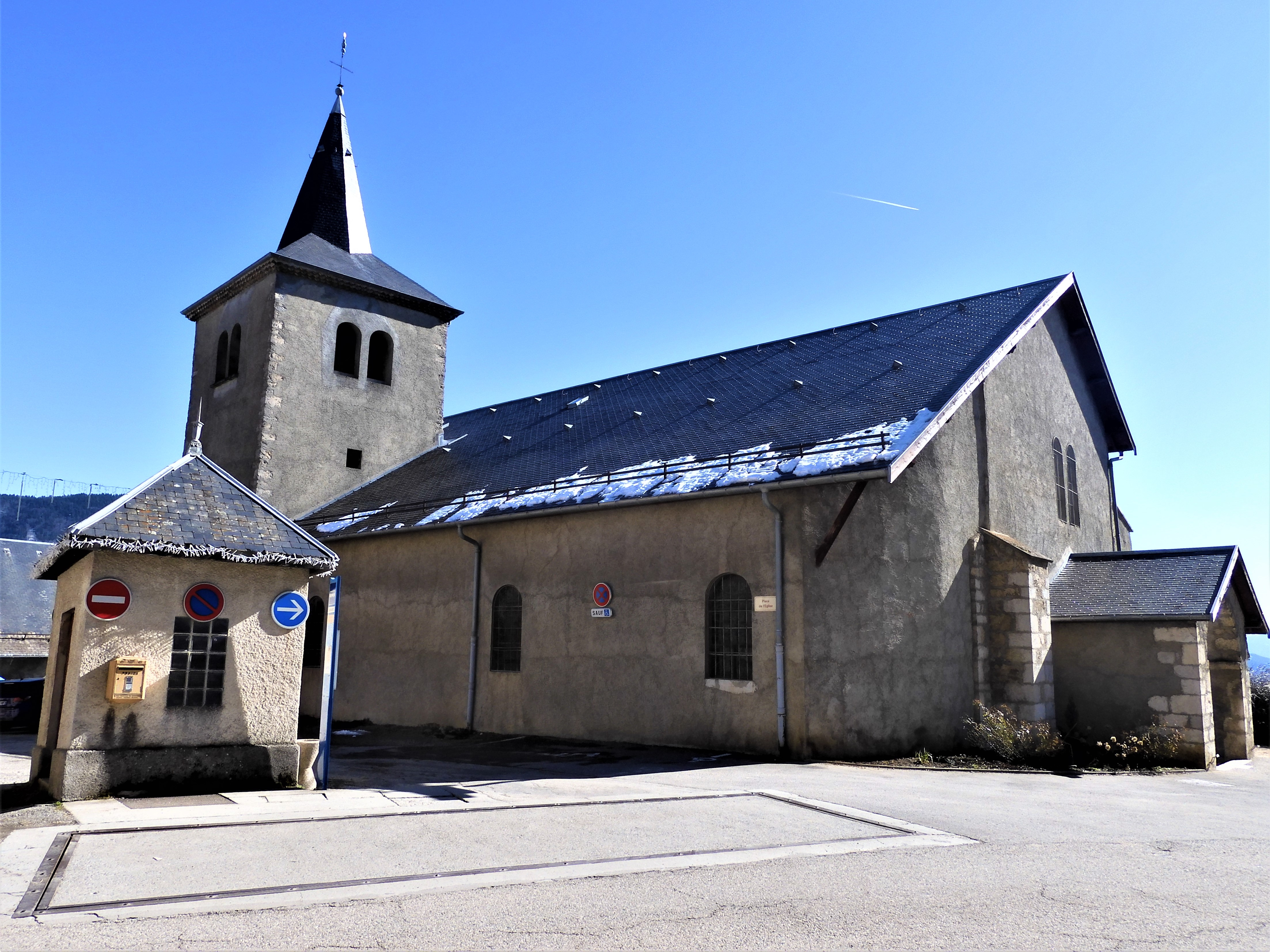
Église de Sinard en février 2022

### Lieux et monuments

#### Patrimoine religieux
L'église paroissiale de l'Assomption de Sinard (église romane).

#### Patrimoine civil
- Le château de Sinard : datant du XVIIIe siècle, l'édifice est situé dans un parc clos à l'ouest du village. L'édifice, au milieu d'un petit parc ceint d'un mur en pierre, est une classique résidence noble dauphinoise. La demeure comporte deux niveaux outre étages de comble, sous une haute toiture dauphinoise. La façade ouest est flanquée de deux tourelles carrées. Il a appartenu sous l'Ancien régime à la famille de Chevalier (comtes de Sinard), jusqu'à la fin du XIXe siècle, puis aux de Latard de Pierrefeu.
- Le village et les hameaux recèlent encore de nombreuses longères typiques du Trièves.

### Personnalités liées à la commune
- Alfred Chion-Ducollet (1848-1920), homme politique, maire de la Mure de 1886 à 1912, député de l'Isère de 1906 à 1910.

### Héraldique
|  | Sinard possède des armoiries dont l'origine et le blasonnement exact ne sont pas disponibles. |